# Panopa carvalhoi
Espèce
Synonymes
- Mabuya carvalhoi Reboucas & Vanzolini, 1990

Statut de conservation UICN

 LC  : Préoccupation mineure
Panopa carvalhoi est une espèce de sauriens de la famille des Scincidae.

## Répartition
Cette espèce se rencontre :
- au Venezuela ;
- au Brésil dans l'État du Roraima.

## Description
C'est un saurien vivipare.

## Étymologie
Cette espèce est nommée en l'honneur d'Antenor Leitão de Carvalho.

## Publication originale
- Reboucas & Vanzolini, 1990 : Mabuya carvalhoi, expecies nova do estado de Roraima, Brasil (Sauria Scincidae). Revista Brasileira de Biologia, vol. 50, no 2, p. 377-386.